# Partido Radical de Izquierda
El Partido Radical de Izquierda (PRG, en francés: Parti radical de gauche) es un partido político francés de izquierda. Fundado el 4 de octubre de 1972 como una escisión del Partido Radical y Radical Socialista. Tuvo varios nombres a lo largo de su existencia, en particular el de Movimiento de Izquierda Radical (MRG, en francés: Mouvement des Radicaux de Gauche) de 1973 a 1994.
El PRG apoyó la candidatura de izquierdas de François Mitterrand. Surge de una tendencia interna (GEARS) formadas en 1971. Tuvo su apoyo en sectores de la clase media y de las tradicionales zonas radicales del sudoeste de Francia. Desde 1971 mantiene una alianza electoral con el Partido Socialista por medio de la cual integra sus listas electorales.
Anteriormente llamado: GEARS (Groupe d'études et d'action radicale-socialiste 1971-1972), MGRS (Mouvement de la gauche radicale-socialiste 1972-1973), MRG (Mouvement des radicaux de gauche 1973-1994), Radical (1994-1996), PRG (Parti radical-socialiste) (1996-1998), desde 1998 tiene su actual denominación.

## Presidentes del PRG

Explicación de la leyenda: Nombre del presidente (Fecha del mandato / Nombre del partido; si ha cambiado el nombre se tachará el antiguo nombre; el orden es del nombre más reciente a más antiguo).
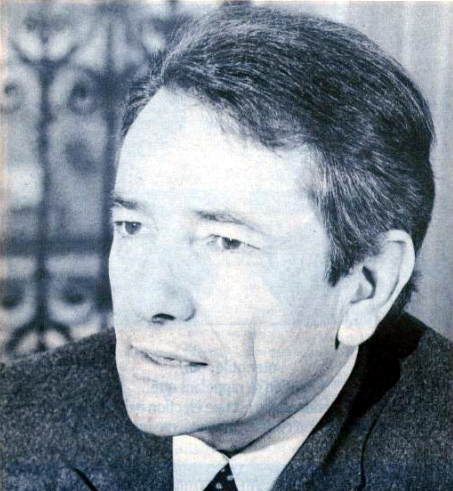
Michel Crépeau (1978-1981 / MRG)
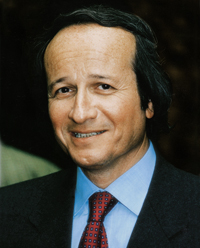
Roger-Gérard Schwartzenberg (1981-1983 / MRG)
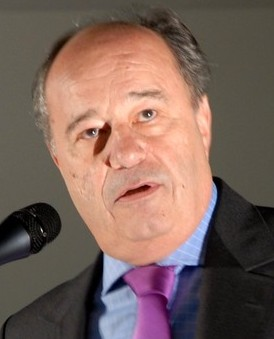
Jean-Michel Baylet (1983-1985 / MRG)
François Doubin (1985-1988 / MRG)
Yvon Collin (1988-1989 / MRG)
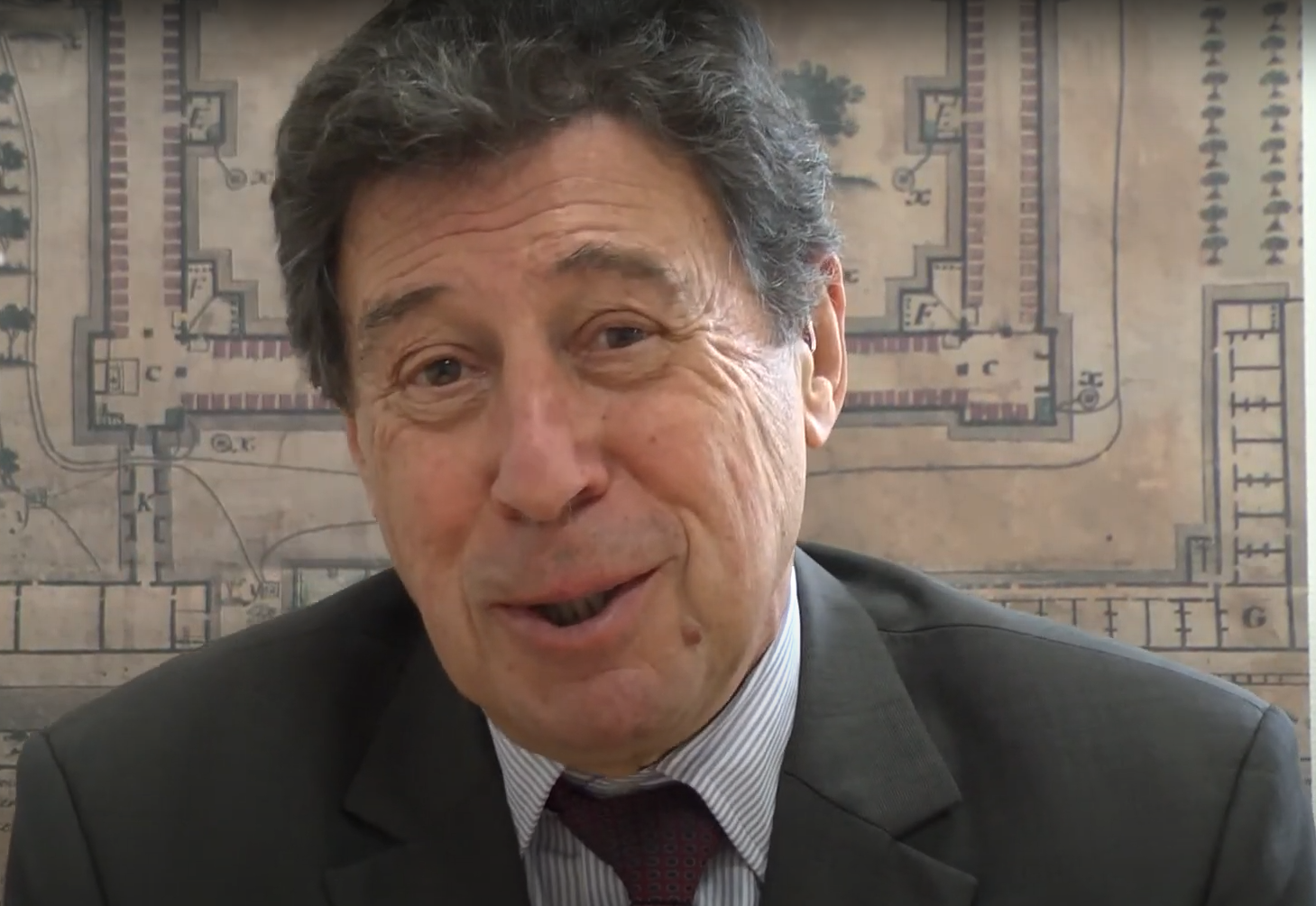
Émile Zuccarelli (1989-1992 / MRG)
Jean-François Hory (1992-1996 / Radical - MRG)
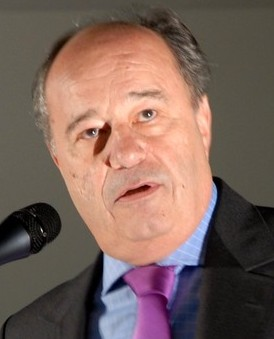
Jean-Michel Baylet (1996-2016 / PRG - PRS - Radical) (Vuelta a la presidencia del partido)
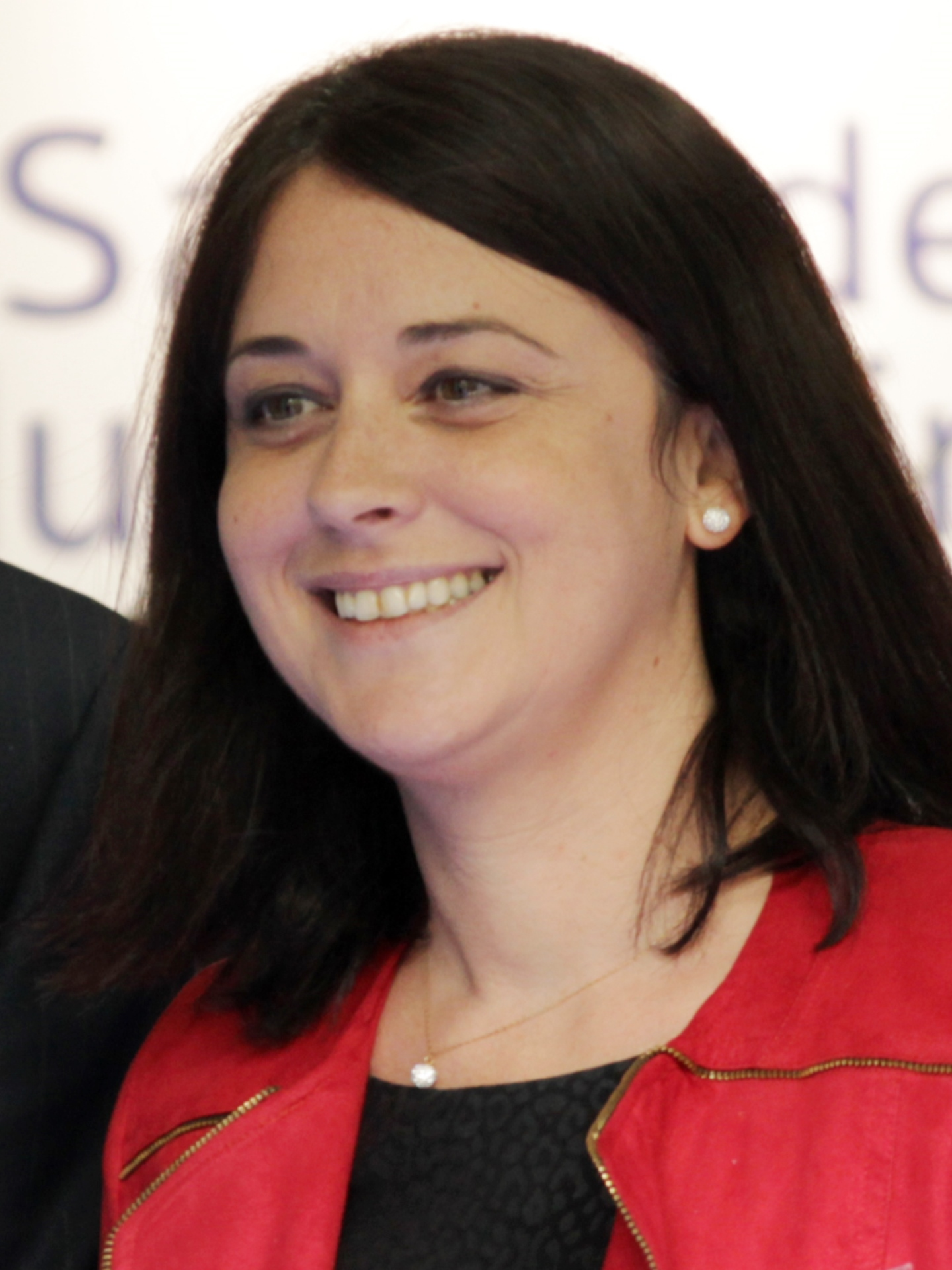
Sylvia Pinel (2016-2019 / PRG)